# Георги Сърмов
Георги Здравков Сърмов е български футболист, полузащитник, който играе за Витоша (Бистрица). Роден е на 7 септември 1985 г. в Бургас. Висок е 180 см и тежи 77 кг.

## Кариера
Сърмов дебютира за Нафтекс на 1 май 2004 г. в мач срещу Черно море във Варна. През есента на 2006 г. преминава в Левски (София). Играе с № 8. Полуфиналист за купата на страната през 2006 г. с Нафтекс. Има 1 мач в Шампионската лига за Левски. За младежкия национален отбор е изиграл 9 мача и е вкарал 2 гола. През май 2010 г., заедно с Николай Димитров подписва с турския Касъмпаша. През 2016 г. подписва с Берое.

## Статистика по сезони
| Отбор            | Сезон     | Шампионат | Шампионат | Нац. купа | Нац. купа | Евротурнири | Евротурнири | Общо | Общо |
| Отбор            | Сезон     | М         | Г         | М         | Г         | М           | Г           | М    | Г    |
| ---------------- | --------- | --------- | --------- | --------- | --------- | ----------- | ----------- | ---- | ---- |
| Нафтекс (Бургас) | 2003 – 04 | 3         | 0         | 0         | 0         | –           | –           | 3    | 0    |
| Нафтекс (Бургас) | 2004 – 05 | 18        | 1         | 2         | 0         | –           | –           | 20   | 1    |
| Нафтекс (Бургас) | 2005 – 06 | 22        | 1         | 3         | 1         | –           | –           | 25   | 2    |
| Левски (София)   | 2006 – 07 | 18        | 2         | 4         | 0         | 0           | 0           | 22   | 2    |
| Левски (София)   | 2007 – 08 | 22        | 1         | 3         | 1         | 0           | 0           | 25   | 2    |
| Левски (София)   | 2008 – 09 | 21        | 2         | 2         | 0         | 2           | 0           | 25   | 2    |

Последна актуализация: 9 декември 2008

## Успехи
Левски (София)
- А група (2): 2006/07, 2008/09
- Купа на България: 2006/07
- Суперкупа на България (2): 2007, 2009